# Caliciella
Caliciella is een geslacht van korstmossen behorend tot de familie Caliciaceae.

## Soorten
Volgens Index Fungorum telt het geslacht drie soorten (peildatum januari 2022):
| Soortnaam             | Auteur(s)          | Publicatiejaar |
| --------------------- | ------------------ | -------------- |
| Caliciella carpatica  | Nádv.              | 1934           |
| Caliciella hospitans  | (Th. Fr.) H. Magn. | 1936           |
| Caliciella parasitica | Räsänen            | 1939           |